# Yuki Tsunoda
Yuki Tsunoda (japansk: 角田 裕毅; født 11. maj 2000) er en japansk racerkører, som kører for Formel 1-holdet Red Bull Racing. Da han gjorde sin Formel 1-debut i 2021, blev han den første person født i det 21. århundrede til at køre i Formel 1.

## Tidlige karriere

### Gokarts
Tsunoda begyndte i gokarts, hvor han hurtigt arbejdede sig fra lokalt til nationalt niveau.

### Formel 4
Tsunonda gjorde i 2016 sin debut formelbiler, da han kørte et enkelt ræs i den japanske Formel 4-serie. I 2017 blev han en fast kører i serien, og sluttede på tredjepladsen i sæsonen. Han vendte tilbage i 2018, hvor han overbevisende vandt mesterskabet.

### Formel 3 og Euroformula
Tsunoda flyttede i 2019 til Europa, hvor han konkurrerede både i det europæiske Formel 3 mesterskab, og i Euroformula Open Championship.

### Formel 2
Tsuonda rykkede i 2020 op i Formel 2. Han imponerede stort i sin debutsæson, da han sluttede på tredjepladsen.

## Formel 1-karriere

### AlphaTauri / Racing Bulls

#### 2021
Tsunoda fik sin Formel 1-debut i 2021 sæsonen, hvor at han erstattede Daniil Kvjat hos AlphaTauri. Hans første ræs var Bahrains Grand Prix, og han sluttede her på niendepladsen og scorede hermed sine første point i Formel 1. Han kunne dog ikke finde fast form i løbet af sæsonen, og endte med at score 32 point på fjortendepladsen, hvilke var markant bag sin holdkammerat Pierre Gasly, som scorede 110 point i sæsonen.

#### 2022
2022 sæsonen var ikke en, som var god for AlphaTauri, da de var markant langsommere end forrige sæsoner. Den var ikke meget bedre for Tsuonda, da den inkluderede en periode med 12 ræs i streg, hvor han ikke lykkedes scorede point. Han sluttede sæsonen med 12 point på syttendepladsen, igen bag ved Gasly, som scorede 23.

#### 2023
Tsunoda fortsatte hos AlphaTauri i 2023 sæsonen, denne gang sammen med Nyck de Vries, efter at Gasly havde forladt til Alpine. AlphaTauri fortsatte den skuffende form i starten af sæsonen, men Tsunoda lykkedes dog at imponere, da han scorede point flere gange på trods af, at bilen var blandt de langsomste i divisionen. Han sluttede sæsonen på fjortendepladsen med 17 point.

#### 2024
AlpheTauri skiftede ved 2024 sæsonen navn til Racing Bulls. Tsunoda fortsatte ved i sæsonen med holdet. Ved Japans Grand Prix sluttede han på tiendepladsen, og blev hermed den første japanske kører til at score point på hjemmebane siden 2012. Han imponerede i sæsonen, da han sluttede på tolvtepladsen, hans højeste placering til dato.

#### 2025
Tsunoda fortsatte med Racing Bulls i 2025 sæsonen. Han havde en god start på sæsonen, og scorede point ved sprintræset i Kina.

### Red Bull Racing

#### 2025
Efter bare to ræs i 2025 sæsonen, så blev Tsunoda promoveret til Red Bull efter at Liam Lawson havde haft en meget ringe start på sæsonen.